# I Capuleti e i Montecchi
I Capuleti e i Montecchi (Die Capulets und die Montagues) ist eine Opera seria (Originalbezeichnung: „tragedia lirica“) in zwei Akten (vier Teilen) von Vincenzo Bellini. Das Libretto wurde von Felice Romani auf Grundlage diverser italienischer Quellen verfasst, darunter Matteo Bandellos Novelle La sfortunata morte di due infelicissimi amanti (Der tragische Tod zweier unglücklicher Liebender), die auch William Shakespeare für sein Drama Romeo und Julia als Vorlage diente. Shakespeares Stück hingegen war damals in Italien fast gänzlich unbekannt. Die Uraufführung fand 1830 im Teatro La Fenice in Venedig statt. Die Oper spielt in Verona im 13. Jahrhundert.
Bellini hat für I Capuleti e i Montecchi mehrere mit neuem Text versehene Stücke aus seiner 1829 bei der Uraufführung durchgefallenen Oper Zaira wiederverwendet. Der Romanze der Giulietta Oh quante volte liegt die Arie der Nelly Dopo l’oscuro nembo aus Bellinis erster Oper Adelson e Salvini zu Grunde.

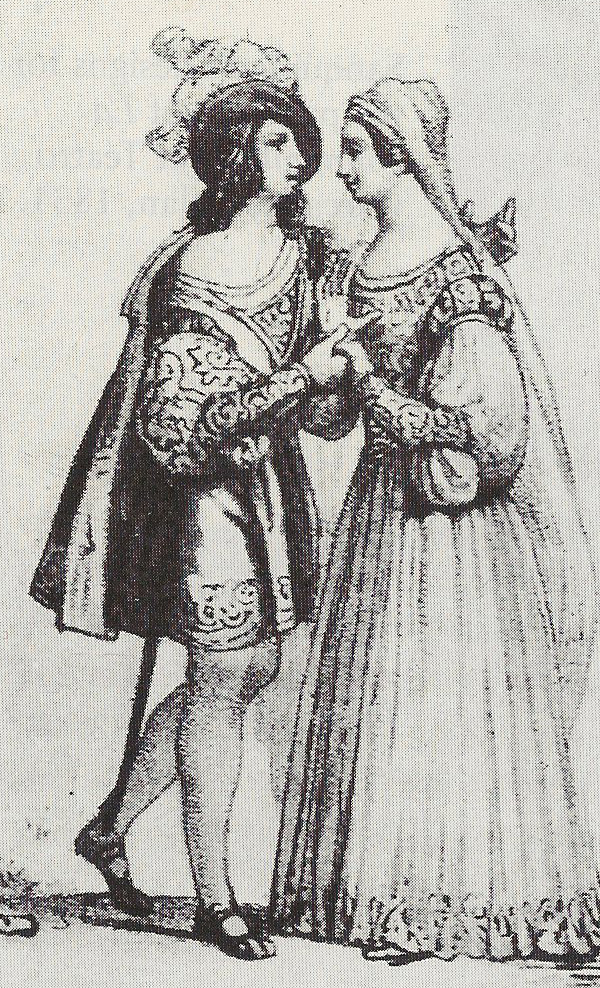
Giuditta Grisi und Amalie Schütz, Mailand 1830

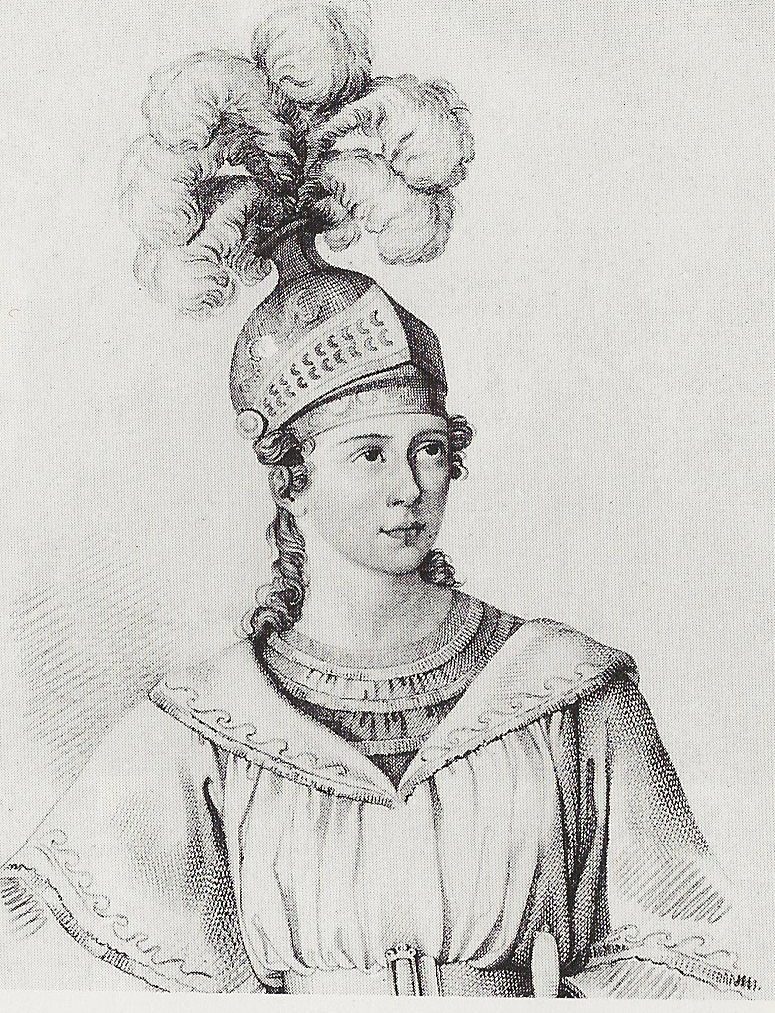
Maria Malibran als Romeo, 1832

## Gestaltung

### Instrumentation
Die Orchesterbesetzung der Oper enthält die folgenden Instrumente:
- Holzbläser: Piccoloflöte, zwei Flöten, zwei Oboen, zwei Klarinetten, zwei Fagotte
- Blechbläser: vier Hörner, zwei Trompeten, drei Posaunen
- Pauken, Schlagzeug: Große Trommel, Kleine Trommel, kleines Becken, Triangel
- Harfe
- Streicher
- Bühnenmusik: nicht differenziert

### Musiknummern
- Ouverture

Erster Akt
- Nr. 1. Introduktion, Chor und Rezitativ
  - Chor: Aggiorna appena
  - Rezitativ: O di Capellio generosi amici
- Nr. 2. Cavatine, Terzett und Chor: È serbata a questo acciaro (Tebaldo, Capellio, Lorenzo)
- Nr. 3. Rezitativ, Cavatine und Chor
  - Rezitativ: Ma già vêr noi s’avvia
  - Cavatine und Chor: Se Romeo t’uccise un figlio (Romeo)
- Nr. 4. Szene und Romanze
  - Szene: Eccomi in lieta vesta
  - Romanze: Oh! quante volte, oh! quante (Giulietta)
- Nr. 5. Rezitativ und Duett: Propizia è l’ora(Lorenzo, Giulietta)
- Nr. 6. Duett: Sì, fuggire (Romeo, Giulietta)
- Nr. 7. Chor und Rezitativ
  - Chor: Lieta notte, avventurosa
  - Rezitativ: Deh! per pietà t’arresta
- Nr. 8. Quartett und Finale: Qual tumulto!

Zweiter Akt
- Nr. 9. Szene, Arie und Chor
  - Szene: Né alcun ritorna! (Giulietta)
  - Arie mit Chor: Morte io non temo, il sai (Giulietta)
- Nr. 10. Szene und Duett
  - Szene: Deserto è il loco
  - Duett: Stolto! ad un sol mio grido (Tebaldo, Romeo)
- Nr. 11. Chor, große Szene, Cavatine und Duett
  - Chor: Siam giunti
  - Cavatine: Deh! tu bell’anima (Romeo)
  - Duett: Ah! crudel! che mai facesti! (Giulietta, Romeo)

## Diskografie (Auswahl)
- 1975; Giuseppe Patanè; Janet Baker, Beverly Sills, Nicolai Gedda, Robert Lloyd, Raimund Herincx; New Philharmonia Orchestra; EMI
- 1984; Riccardo Muti; Agnes Baltsa, Edita Gruberová, Dano Raffanti, Gwynne Howell, John Tomlinson; Royal Opera House Covent Garden; EMI
- 1997; Roberto Abbado; Vesselina Kasarova, Eva Mei, Ramón Vargas, Umberto Chiummo, Simone Alberghini;  Münchner Rundfunkorchester; RCA Victor
- 1998; Donald Runnicles; Jennifer Larmore, Hei-Kyung Hong, Paul Groves, Raymond Aceto, Robert Lloyd;  Scottish Chamber Orchestra; Teldec
- 2005; Luciano Acocella; Clara Polito, Patrizia Ciofi, Danilo Formaggia, Federico Sacchi, Nicola Amodio; Orchestra Internazionale d’Italia; Dynamic
- 2008; Fabio Luisi; Elīna Garanča, Anna Netrebko, Joseph Calleja, Tiziano Bracci, Robert Gleadow; Wiener Symphoniker; Deutsche Grammophon